# Taiyo Seimei Shinagawa Building
Taiyo Seimei Shinagawa Building (jap. 太陽生命品川ビル Taiyō Seimei Shinagawa Biru) − ukończony w 2003 roku biurowiec w Tokio, w Japonii. Znajduje się w dzielnicy Minato. Budynek jest wysoki na 150 metrów (wysokość strukturalna). Posiada 33 kondygnacje, z czego 30 nadziemnych i 3 podziemne. Powierzchnia użytkowa wynosi 57 300  m². Wybudowany został według projektu Obayashi Gumi Corporation i Mitsubishi Estate Co.